# Красимир Иванов
Красимир Димитров Иванов е български хирург и онколог, професор, доктор на медицинските науки, два последователни мандата ректор на Медицински университет „Проф. д-р Параскев Стоянов“ – Варна в периода 2012 – 2020, изпълнителен директор на УМБАЛ „Св. Марина“ – Варна (до 2010).

## Биография
Роден е на 10 март 1960 г. в гр. Варна. Завършва Медицински университет – Варна – Варна).
Придобива специалност по хирургия и по онкология, магистърска степен по „Стопанско управление“ и има научни степени „Доктор“ и „Доктор на медицинските науки“. През 2002 г. се хабилитира като доцент, а през 2009 г. – като професор към Катедра по обща и оперативна хирургия, анестезиология и интензивно лечение; ръководител на катедрата до избирането му за ректор.
От 2001 г. до 2010 г. заема длъжността изпълнителен директор на УМБАЛ „Св. Марина“ – Варна, а след 2010 г. е председател на Борда на директорите. Национален консултант по хирургия (2012).
Проф. д-р Кр. Иванов е 12-ият ректор на Медицински университет – Варна (първи мандат от 19.03.2012, втори мандат от 14.03.2016), като през мандата му се създават нови филиали и университетска инфраструктура, както и институционални звена и центрове на МУ-Варна.
От 2020 г. е Председател на Общото събрание на Медицински университет – Варна.
През май 2020 г. е избран за председател на Асоциацията на университетските болници в България (АУБРБ).

## Научни интереси
Работи в областта на висцералната хирургия, преподавател по коремна хирургия, практикуващ хирург-онколог, експерт в диагностиката на ректалния карцином, специалист по здравен мениджмънт. Основните му интереси са свързани с доброкачествените и злокачествените заболявания на гастроинтестиналния тракт (онкологична хирургия), лапароскопската хирургия, телемедицината и телехирургията. През 1996 г. работи върху нов подход в диагностиката на ректалния карцином – триизмерна оценка на ендоректалната ехография посредством новосъздаден софтуер, по-късно внедрен в ехографските станции.
Преподавателската му дейност обхваща обучение на студенти, медицински сестри и специализанти, а под научното му ръководство докторанти защитават дисертации и хабилитации и развиват бъдещата си професионална реализация. Владее английски и руски език. Автор на над 350 научни публикации, автор и редактор на учебници и ръководства по хирургия. Главен редактор на специализираните медицински списания „Scripta Scientifica Medica“ и „Варненски медицински форум“, член на редакционните колегии на списание „Хирургия“ (София), „World Journal of Gastrointestinal Surgery“ и редактор на „Biomedical Reviews“.

## Членство в организации и отличия
- Член на: IASGO (International Associtation of Surgeons, Gastroenterologist, and Oncologist) – Международна организация на хирурзи, гастроентеролози и онколози; ISUCRS – Международна организация на университетските преподаватели по колоректална хирургия; Българско хирургично дружество; Български лекарски съюз; Съюз на учените в България.
- На 15.08.2020 г. е обявен за почетен гражданин на Варна за „безспорни и дългогодишни усилия и постигнатите ярки резултати в развитието на здравеопазването и медицинското образование в морската столица“.[19][20]
- С президентски указ от 22.06.2020 г. е удостоен с орден „Св. св. Кирил и Методий“ огърлие за значим принос в областта на медицинската наука и образование в Република България.[21]
- През март 2020 г. е награден от Варненски и Великопреславски митрополит Йоан с орден „Свети Апостол Андрей Първозвани" за заслуги към Варненска и Великопреславска епархия.[22][23]
- Удостоен с академичното звание „Доктор хонорис кауза“ на Висше военноморско училище (Варна) за реализирането на каузата за откриване на съвместна специалност „Военен лекар“[24] между Морско училище, МУ-Варна и ВМА (5 май 2019)[25].
- Отличаван още с: почетен член на Немското хирургическо дружество в Мюнхен заради постиженията си в колоректалната и миниинвазивната хирургия, както и за активна научна дейност и заслуги в изграждането и развитието на медицинската школа в МУ-Варна и обучението на стотици немски студенти (2019)[26]; почетен гражданин на гр. Сливен за принос в развитието на общината (2017)[27]; „Наградата на Шумен“ в категория „Личност на годината“ за увеличаване на академичните структури в града (2017)[28], статуетка „Лесес Кепра“ „За уникален принос в университетското образование по здравни грижи“ от Българската асоциация на професионалистите по здравни грижи (БАПЗГ) (2017)[29], почетен златен знак „За заслуги към Варна", 2015 (развитие на науката и медицината)[30]; награда „Варна“, 2006 (с екип медици от УМБАЛ „Св. Марина“ – Варна)[31] и 2010 (разкриване на отделение за трансплантации от жив донор)[32]; награда на Българското хирургическо дружество за активна дейност, 2008; почетен член на Румънското хирургическо дружество, юни 2008; почетен знак „Български лекар"; почетна златна значка за особени заслуги в развитието на миниинвазивната хирургия; награда „Мениджър на годината", в-к „Форум Медикус".